# Ogu-Bolo
Ogu-Bolo é uma área de governo local do estado de Rios, na Nigéria, com sede em Ogu. Tem 89 quilômetros quadrados e de acordo com o censo de 2016, havia 105 800 residentes.